# Гарбор-Брітон
Гарбор-Брітон (англ. Harbour Breton) — містечко в Канаді, у провінції Ньюфаундленд і Лабрадор.

## Населення
За даними перепису 2016 року, містечко нараховувало 1634 особи, показавши скорочення на 4,5%, порівняно з 2011-м роком. Середня густина населення становила 118,9 осіб/км².
З офіційних мов обидвома одночасно володіли 15 жителів, тільки англійською — 1 610. Усього 10 осіб вважали рідною мовою не одну з офіційних.
Працездатне населення становило 57,1% усього населення, рівень безробіття — 20,5% (24,1% серед чоловіків та 14,9% серед жінок). 91,9% осіб були найманими працівниками, а 6,2% — самозайнятими.
Середній дохід на особу становив $40 882 (медіана $26 227), при цьому для чоловіків — $52 268, а для жінок $29 609 (медіани — $39 392 та $20 096 відповідно).
27,7% мешканців мали закінчену шкільну освіту, не мали закінченої шкільної освіти — 38,7%, 33,7% мали післяшкільну освіту, з яких 15,8% мали диплом бакалавра, або вищий.
| Статево-вікова структура населення | Статево-вікова структура населення | Статево-вікова структура населення | Статево-вікова структура населення | Статево-вікова структура населення |
| ---------------------------------- | ---------------------------------- | ---------------------------------- | ---------------------------------- | ---------------------------------- |
|                                    |                                    |                                    |                                    |                                    |
| Всього                             | Всього                             | 48,6%51,4%                         |                                    |                                    |
| 0 — 14 років                       | 0 — 14 років                       |                                    | 13,2%                              | 13,2%                              |
| 15 — 64 років                      | 15 — 64 років                      |                                    | 68,1%                              | 68,1%                              |
| 65 і більше                        | 65 і більше                        |                                    | 18,7%                              | 18,7%                              |
| 85 і більше                        | 85 і більше                        |                                    | 0,9%                               | 0,9%                               |
| 100 і більше                       | 100 і більше                       |                                    | 0,3%                               | 0,3%                               |
| Середній вік (років)               | Середній вік (років)               | 44,045,3                           | 44,7                               | 44,7                               |
| Медіана (років)                    | Медіана (років)                    | 48,348,4                           | 48,4                               | 48,4                               |
| — чоловіки — жінки                 |                                    |                                    |                                    |                                    |

| Походження мешканців:     | Походження мешканців:     | Походження мешканців: | Походження мешканців: | Походження мешканців: |
| ------------------------- | ------------------------- | --------------------- | --------------------- | --------------------- |
| Походження                |                           |                       | осіб                  | %                     |
| Корінні американці        | Корінні американці        |                       | 65                    | 4.01%                 |
| Інше північноамериканське | Інше північноамериканське |                       | 1 205                 | 74.38%                |
| Європейське               | Європейське               |                       | 630                   | 38.89%                |
| британське                | британське                |                       | 605                   | 37.35%                |
| французьке                | французьке                |                       | 40                    | 2.47%                 |
| Азійське                  | Азійське                  |                       | 25                    | 1.54%                 |

| Зайнятість населення за галузями (за класифікацією NOC): | Зайнятість населення за галузями (за класифікацією NOC): | Зайнятість населення за галузями (за класифікацією NOC): | Зайнятість населення за галузями (за класифікацією NOC): | Зайнятість населення за галузями (за класифікацією NOC): |
| -------------------------------------------------------- | -------------------------------------------------------- | -------------------------------------------------------- | -------------------------------------------------------- | -------------------------------------------------------- |
|                                                          |                                                          |                                                          |                                                          |                                                          |
| Управління                                               | Управління                                               |                                                          | 5,7%                                                     | 5,7%                                                     |
| Бізнес, фінанси та адміністрування                       | Бізнес, фінанси та адміністрування                       |                                                          | 5,1%                                                     | 5,1%                                                     |
| Природничі та прикладні науки                            | Природничі та прикладні науки                            |                                                          | 3,2%                                                     | 3,2%                                                     |
| Охорона здоров'я                                         | Охорона здоров'я                                         |                                                          | 6,3%                                                     | 6,3%                                                     |
| Освіта, правозахист, муніципальні та урядові служби      | Освіта, правозахист, муніципальні та урядові служби      |                                                          | 16,5%                                                    | 16,5%                                                    |
| Роздрібна торгівля та послуги                            | Роздрібна торгівля та послуги                            |                                                          | 17,7%                                                    | 17,7%                                                    |
| Гуртова торгівля, транспорт та обладнання                | Гуртова торгівля, транспорт та обладнання                |                                                          | 20,3%                                                    | 20,3%                                                    |
| Природні ресурси, сільське господарство                  | Природні ресурси, сільське господарство                  |                                                          | 17,1%                                                    | 17,1%                                                    |
| Виробництво                                              | Виробництво                                              |                                                          | 8,2%                                                     | 8,2%                                                     |

## Клімат
Середня річна температура становить 4,8°C, середня максимальна – 18,9°C, а середня мінімальна – -8,9°C. Середня річна кількість опадів – 1 545 мм.
| Клімат поселення                              | Клімат поселення | Клімат поселення | Клімат поселення | Клімат поселення | Клімат поселення | Клімат поселення | Клімат поселення | Клімат поселення | Клімат поселення | Клімат поселення | Клімат поселення | Клімат поселення | Клімат поселення |
| Показник                                      | Січ.             | Лют.             | Бер.             | Квіт.            | Трав.            | Черв.            | Лип.             | Серп.            | Вер.             | Жовт.            | Лист.            | Груд.            |                  |
| Середній максимум, °C                         | −0,32            | −0,97            | 1,60             | 5,93             | 10,07            | 13,95            | 17,13            | 18,85            | 15,32            | 10,50            | 6,08             | 1,63             |                  |
| Середня температура, °C                       | −4,27            | −4,91            | −2,32            | 2,00             | 6,13             | 10,00            | 14,12            | 15,83            | 12,30            | 7,50             | 3,09             | −1,38            |                  |
| Середній мінімум, °C                          | −8,21            | −8,85            | −6,26            | −1,95            | 2,20             | 6,07             | 11,12            | 12,82            | 9,31             | 4,48             | 0,08             | −4,39            |                  |
| Норма опадів, мм                              | 127              | 129              | 112              | 125              | 117              | 135              | 118              | 99               | 145              | 150              | 155              | 133              |                  |
| Середньомісячна швидкість вітру, м/с          | 9.04             | 8.33             | 7.80             | 6.80             | 5.70             | 5.10             | 4.88             | 5.09             | 5.90             | 6.94             | 7.95             | 8.75             |                  |
| Середньомісячна сонячна радіація, кДж/м²·день | 3900             | 6855             | 10953            | 14375            | 17662            | 19079            | 18475            | 16057            | 12208            | 7464             | 4273             | 3089             |                  |
| --------------------------------------------- | ---------------- | ---------------- | ---------------- | ---------------- | ---------------- | ---------------- | ---------------- | ---------------- | ---------------- | ---------------- | ---------------- | ---------------- | ---------------- |
| Джерело:                                      |                  |                  |                  |                  |                  |                  |                  |                  |                  |                  |                  |                  |                  |